# 镁
镁，是一種化學元素，化學符號为Mg，原子序數为12，是一種银白色的碱土金属。镁與其他五個同族元素有相似的物理性質、同樣的價電子數及相似結晶體。鎂是在地球的地殼中第八豐富的元素，約佔2％的質量。鎂是宇宙含量第九豐富的元素，它是在巨大星體中由三個氦原子核加上一個碳原子核，核融合所形成，當星體爆炸成超新星時，鎂元素會逸散到宇宙中，之後可能再融入其他新的星系。鎂是地殼中第八多、地球中第四常見（前有鐵、氧、矽）元素，占地球百分之十三的質量和地殼 的百分之二，且它是海洋中溶解第三多的元素，僅次於鈉、氯。
鎂在人體內構成了三百種酵素，且對於所有細胞都是必須的，是在人體中佔有第十一多（依重量排序）的元素。鎂離子會與身體中如同ATP或 DNA RNA等高分子聚合物反應，且數百種酵素都需要鎂離子才能運作。在藥理學上，鎂離子聚合物通常被用為瀉藥、抗酸藥（胃藥）、或用來調整不正常的神經衝動與例如在子癲情況中的血管痙攣。鎂在自然界中只以化合物的形式被發現，普遍來說具有氧化數為+2的氧化型態。其可以被人工製造，具有高度的活性。鎂現今主要透過電解鎂鹽的方式得到，主要用來製造鎂鋁合金。鋁加上鎂製成合金後可變得更輕且提升其強度。

## 性质
镁属于元素周期表上的IIA族碱土金属元素，相对原子质量为24.305。具有银白色光泽，略有延展性。镁的密度小，离子化倾向大。
在空气中，镁的表面会生成一层很薄的氧化膜，使空气很难与它反应。镁和醇、酸、热水反应能够生成氢气。粉末或带状的镁在空气中燃烧时会发出强烈的白光，自燃温度约473℃。在氮气中进行高温加热，镁会生成氮化镁（{\displaystyle {\ce {Mg3N2}}}）；镁也可以和卤素发生强烈反应；镁也能直接与硫化合。镁的检测可以用EDTA滴定法分析。

## 发现
1755年，苏格兰化学家约瑟夫·布拉克最先发现镁元素。1808年，英国化学家戴维（H.Davy）用熔融电解法首先制得了金属镁。1828年法国科学家安东尼·比西用金属钾还原熔融的无水氯化镁得到纯镁。

## 名称由来
源自希腊语，指一种矿石苦土（即氧化镁）。

## 分布
在地球上镁的含量比较多，含量约2.5%。天然含镁的矿石有菱镁矿、白云石、光卤石等。镁离子也是海水中的重要成分。镁也存在于人体和植物中，它是叶绿素的主要成分。

## 制备
- 镁可以用菱镁矿进行热分解，加焦炭进行氯化得到氯化镁，再通过电解含氯化镁的熔融盐制取金属镁。

化学反应方程式：
{\displaystyle {\ce {MgCO3 -> MgO + CO2}}}
{\displaystyle {\ce {2MgO + C + 2Cl2 -> 2MgCl2 + CO2}}}
{\displaystyle {\ce {MgCl2 -> Mg + Cl2}}}
- 镁可以用热还原氧化镁的方法制取。

- 另外还可以从海水中提取的氯化镁进行脱水，加入氯化钾进行熔融电解的方法制备。

| 步骤                 | 主要反应                                                                                 |
| -------------------- | ---------------------------------------------------------------------------------------- |
| 制熟石灰             | {\displaystyle {\ce {CaCO3 -> CaO + CO2}}}, {\displaystyle {\ce {CaO + H2O -> Ca(OH)2}}} |
| 沉淀                 | {\displaystyle {\ce {MgCl2 + Ca(OH)2 -> Mg(OH)2 + CaCl2}}}                               |
| 酸化                 | {\displaystyle {\ce {Mg(OH)2 + 2HCl -> MgCl2 + 2H2O}}}                                   |
| 蒸发再浓缩、冷却结晶 | 析出{\displaystyle {\ce {MgCl2.6H2O}}}                                                   |
| 脱水                 | 在氯化氢气流中使{\displaystyle {\ce {MgCl2.6H2O}}}脱水制得无水氯化镁                     |
| 电解                 | 电解熔融氯化镁制得镁                                                                     |

## 同位素
已发现镁的同位素共有13种，包括镁20至镁32，其中只有镁24、镁25、镁26是稳定的，其他镁的同位素都带有放射性。

## 用途
镁是用途第三广泛的结构材料，仅次于铁和铝。镁的主要用途是：制造铝合金，压模铸造（与锌形成合金），钢铁生产中脱硫处理，克羅爾法制备钛。
金属镁可用于熔融盐金属热还原法以制取稀有金属。
由于镁比铝轻，含5%-30%镁的镁铝合金质轻，有良好的机械性能，广泛在航空、航天上使用。如2015年底美國加州大學洛杉磯校區工程系研究院就公布最新科研成果：以約百分之八十六鎂配以約百分之十四納微米級別的碳化矽製造出新的質輕堅硬金屬納米複合材料，未來將應用於航空、航天及電子手提平板方面。
另外利用镁易于氧化的性质，可用于制造许多纯金属的还原剂。也可用于闪光灯、吸氧器、煙花、照明彈等。
加微量镁于熔融生铁中，冷却后得到球墨铸铁，比普通铁坚韧耐磨。
从18世纪初开始，苦滷（氯化鎂，{\displaystyle {\ce {MgCl2}}}）和泻盐（硫酸鎂，{\displaystyle {\ce {MgSO4 * 7H2O}}}）就已作为药品得到了使用。
一些運動員進行重量訓練、攀岩或是硬舉等運動時，在手掌沾的鎂粉，實際上是碳酸鎂，具有吸水和吸油性，可達到止滑作用。
由於鎂燃燒的溫度很高，可以用於製造熱誘餌彈。

## 对人体的影响
镁是构成骨骼的主要成分，是人体不可缺少的矿物质元素之一。它能辅助钙和钾的吸收。它具有预防心脏病、糖尿病、夜尿症、降低胆固醇的作用。
建议成年男性每日镁的摄取量为350毫克，女性为300毫克，婴儿50～70毫克，儿童150～250毫克，孕妇与乳母450毫克。最大日安全摄入量为3g。
(一般而言，鎂的每日應攝取量，應為每公斤體重6-8毫克)
缺乏镁会使神经受到干扰，引致暴躁及紧张，并且会肌肉震颤及绞痛、心律不整、心悸、低血糖、虛弱、疲倦、神经过敏、手脚顫抖等。而酒精、利尿剂、高量的维生素D及锌，均会增加身体对镁的需求。

## 化合物
- 氫氧化鎂，用作塑料、樹脂、橡膠、油漆等材料的阻燃填充劑，以及治療胃酸過多的抗酸劑。
- 硼酸鎂，用作鎮靜劑。
- 溴化鎂，可以用作多種反應的催化劑。
- 格氏试剂，一类有机镁化合物，常用于有机合成。

## 外部連結
- 元素镁在洛斯阿拉莫斯国家实验室的介紹（英文）
- —— 镁（英文）
- 元素镁在The Periodic Table of Videos（諾丁漢大學）的介紹（英文）
- 元素镁在Peter van der Krogt elements site的介紹（英文）
- WebElements.com – 镁（英文）

- 缺镁疾病知多少